# Gornești
Gornești ou Gernyeszeg en hongrois, (autrefois nommée Ghemesig, Kertzing en allemand) est une commune roumaine du județ de Mureș, dans la région historique de Transylvanie et dans la région de développement du Centre.

## Géographie
La commune de Gornești est située dans le nord du județ, sur la rive gauche du Mureș, dans un paysage de collines, à 18 km au sud de Reghin et à 17 km au nord de Târgu Mureș, le chef-lieu du județ.
La municipalité est composée des neuf villages suivants (population en 2002) :
- Gornești (2 027), siège de la municipalité ;
- Iara de Mureș (388) ;
- Iliora (140) ;
- Mura Mare (54) ;
- Mura Mică (60) ;
- Pădureni (454) ;
- Periș (1 855) ;
- Petrilaca de Mureș (505) ;
- Teleac (402).

## Histoire
La première mention écrite du village date de 1319 sous le nom de Knezeg.
La commune de Gornești a appartenu au royaume de Hongrie, puis à l'empire d'Autriche et à l'Empire austro-hongrois.
En 1876, lors de la réorganisation administrative de la Transylvanie, elle a été rattachée au comitat de Maros-Torda.
La commune de Gornești a rejoint la Roumanie en 1920, au traité de Trianon, lors de la désagrégation de l'Autriche-Hongrie. Après le deuxième arbitrage de Vienne, elle a été de nouveau occupée par la Hongrie de 1940 à 1944, période durant laquelle sa petite communauté juive fut exterminée par les Nazis. Elle est redevenue roumaine en 1945.

## Politique
Le conseil municipal de Gornești compte 15 sièges de conseillers municipaux. À l'issue des élections municipales de juin 2008, Gyula Kolcsár a été élu maire de la commune.
| Parti                                      | Nombre de conseillers |
| ------------------------------------------ | --------------------- |
| Union démocrate magyare de Roumanie (UDMR) | 8                     |
| Parti civique hongrois (PCM)               | 3                     |
| Parti démocrate-libéral (PD-L)             | 2                     |
| Parti national libéral (PNL)               | 1                     |
| Parti social-démocrate (PSD)               | 1                     |

## Religions
En 2002, la composition religieuse de la commune était la suivante :
- Réformés, 67,66 % ;
- Chrétiens orthodoxes, 18,60 % ;
- Catholiques romains, 8,00 % ;
- Catholiques grecs, 1,41 % ;
- Adventistes du septième jour, 1,01 % ;
- Unitariens, 0,86 %.

## Démographie
En 1910, la commune comptait 1 512 Roumains (22,24 %), 5 188 Hongrois (76,32 %) et 21 Allemands (0,31 %).
En 1930, on recensait 1 909 Roumains (28,41 %), 4 413 Hongrois (65,68 %), 29 Juifs (0,43 %) et 168 Tsiganes (2,50 %).
En 2002, 1 122 Roumains (19,06 %) côtoient 4 437 Hongrois (75,39 %) et 320 Tsiganes (5,43 %).
| 1850  | 1880  | 1900  | 1910  | 1930  | 1956  | 1977  | 1992  | 2002  |
| ----- | ----- | ----- | ----- | ----- | ----- | ----- | ----- | ----- |
| 4 786 | 5 233 | 6 446 | 6 798 | 6 719 | 7 739 | 7 057 | 5 893 | 5 885 |

| 2007  | - | - | - | - | - | - | - | - |
| ----- | - | - | - | - | - | - | - | - |
| 5 757 | - | - | - | - | - | - | - | - |

## Économie
L'économie de la commune repose sur l'agriculture et l'élevage.

## Communications

### Routes
Gornești se trouve sur la route nationale DN15 qui relie Târgu Mureș avec Reghin et Piatra Neamț.

### Voies ferrées
La ligne de chemin de fer Deda-Războieni traverse la commune et la met en relation ferroviaire avec Târgu Mureș et Reghin.

## Lieux et monuments
- Gornești, château Teleki, de style baroque, construit entre 1772 et 1803 sur pour le comte Sámuel Teleki. Grand parc orné de statues.
- Gornești, crypte de la famille Teleki.
- Gornești, église réformée de 1456, clocher de 1797.
- Mura Mare, église en bois des Saints Archanges du XVIIe siècle.
- Mura Mică, église en bois des Saints Archanges du XVIIe siècle.

## Personnages
Nés à Gornești :
- Sámuel Teleki (1739-1822), chancelier de Transylvanie, fondateur de la bibliothèque Teleki de Târgu Mureș.
- István Bethlen, (1874-1946), Premier Ministre de Hongrie de 1921 à 1931.